# La Familia Michoacana
La Familia Michoacana, La Familia  ou LFM   foi um cartel de drogas mexicano e sindicato do crime organizado com base no estado mexicano de Michoacán.  Anteriormente aliado ao Cartel do Golfo, como parte de Los Zetas  — se separou em 2006.  O cartel foi fundado por Carlos Rosales Mendoza, um colaborador próximo de Osiel Cárdenas. O segundo líder, Nazario Moreno González, conhecido como El Más Loco, pregava o direito divino de sua organização para eliminar os inimigos. Ele carregava uma "bíblia" de seus próprios provérbios e insistia para que seu exército de traficantes e assassinos evitassem usar os narcóticos que vendiam.  Os parceiros de Nazario Moreno foram José de Jesús Méndez Vargas, Servando Gómez Martínez e Enrique Plancarte Solís, cada um dos quais possuindo uma recompensa de US $ 2 milhões pela sua captura,  e contestando o controle da organização. 
Em julho de 2009 e novembro de 2010, La Familia Michoacana ofereceu a retirada e até mesmo dissolver seu cartel "com a condição de que tanto o governo federal, o Estado e a Polícia Federal se comprometam em garantir a segurança do estado de Michoacán."  No entanto, o governo do presidente Felipe Calderón recusou-se a chegar a um acordo com o cartel e rejeitou suas chamadas para o diálogo. De acordo com fontes federais e estaduais, La Familia Michoacana estava cada vez mais envolvida na política de Michoacán, impulsionando seus candidatos favoritos, pelo financiamento de suas campanhas, e forçando outros partidos a renunciar a suas candidaturas.  A morte de seu fundador e líder Nazario Moreno González, contribuiu significativamente para que a Polícia Federal do México (SSP), declarasse, em 2 de novembro de 2011, que o Cartel La Familia tinha sido dissolvido e estaria agora extinto. 